# Anita Schwaller
Anita Schwaller (Innsbruck, 2 mei 1975) is een voormalig snowboardster uit Oostenrijk. Ze vertegenwoordigde Zwitserland op de Olympische Winterspelen 1998 in Nagano.
Schwaller behoorde tot de groep snowboarders die er niet blij mee waren dat de FIS het organiseren van de grotere, internationale wedstrijden overnam van de ISF.
Na verschillende verwondingen en blessures besloot Schwaller dat haar lichaam rust nodig had en stopte ze in 1998 met de topsport. Tegenwoordig is Schwaller fysiotherapeute. 

## Resultaten

### Snowboarden

#### Olympische Winterspelen
| Jaar | Plaats | Resultaten   |
| ---- | ------ | ------------ |
| 1998 | Nagano | 11e Halfpipe |

### Wereldkampioenschappen
| Jaar | Plaats      | Resultaten |
| ---- | ----------- | ---------- |
| 1995 | Davos       | Halfpipe   |
| 1997 | San Candido | Halfpipe   |

#### Wereldbeker
Eindklasseringen
| Seizoen   | Algemeen          | Halfpipe          |
| --------- | ----------------- | ----------------- |
| 1996/1997 | 102e 53,00 punten | 49e 320,00 punten |
| 1997/1998 | 125e 32,00 punten | 55e 260,00 punten |

#### Europese kampioenschappen
| Jaar | Resultaten |
| ---- | ---------- |
| 1997 | Halfpipe   |
| 1998 | Halfpipe   |